# Anigozanthos
Anigozanthos é um género botânico pertencente à família Haemodoraceae.

## Espécies
- Anigozanthos anchusa
- Anigozanthos bicolor
- Anigozanthos coccineus
- Anigozanthos dorrienii
- Anigozanthos flavidus
  - Anigozanthos flavidus var. bicolor
- Anigozanthos fuliginosus
- Anigozanthos gabrielae
- Anigozanthos humilis
  - Anigozanthos humilis ssp. chrysanthus
- Anigozanthos kalbarriensis
- Anigozanthos manglesii
  - Anigozanthos manglesii var. angustifolius
  - Anigozanthos manglesii var. flavescens
  - Anigozanthos manglesii var. leptophylla
  - Anigozanthos manglesii ssp. manglesii
  - Anigozanthos manglesii ssp. quadrans
  - Anigozanthos manglesii var. virescens
- Anigozanthos minimus
- Anigozanthos onycis
- Anigozanthos preissii
  - Anigozanthos preissii var. plumosus
- Anigozanthos pulcherrima
- Anigozanthos rufus
- Anigozanthos tyrianthinus
- Anigozanthos viridis
  - Anigozanthos viridis subsp. terraspectans